# José Arechavaleta
José Arechavaleta (27. září 1838, Urioste, poblíž Bilbaa‎ – 16. června 1912, Montevideo) byl uruguayský přírodovědec, botanik, farmaceut a entomolog španělského původu.

## Život
José Arechavaleta se narodil v Španělsku, ale od 17 let žil v Uruguayi. Nabyl přírodovědeckého vzdělání. Přednášel botaniku na univerzitě v Montevideu.

## Dílo
Jeho hlavním dílem je „Uruguayská flóra“. Své filozofické názory, jež jsou v základě ovlivněny Haeckelovým materialismem, vyložil v přednášce „Je evoluce hypotézou?“ (1879) a ve spise „Zprávy o některých nižších organismech“ (1882). Charakterizoval úlohu mozku jako orgánu myšlení, ale ocitl se na stanovisku vulgárního materialismu, když tvrdil, že myšlenky a ideje se bezprostředně vyměšují z mozku.